# Charles Seymour
Pour les articles homonymes, voir Seymour et Seymour (patronyme).
Charles Seymour (13 août 1662 – 2 décembre 1748), 6e duc de Somerset, quelquefois surnommé « le fier duc », est un homme politique et courtisan anglais.

## Biographie
Il est le sixième enfant et deuxième fils survivant de Charles Seymour († 1665), 2e baron Seymour, et de Elizabeth Alington (1635–1691). Il succède à son frère, Francis Seymour, 5e duc de Somerset, quand ce dernier est tué le 20 avril 1678, célibataire et sans héritier. Il hérite aussi du titre de baron Seymour de Trowbridge.
Il effectue ses études au Trinity College à Cambridge et, en 1682, il épouse Elizabeth Percy, fille de Josceline Percy, 11e comte de Northumberland. Le mariage lui rapporte plusieurs propriétés, dont Alnwick Castle, Petworth House, Syon House et Northumberland House.
En 1683, Seymour reçoit une nomination du roi et deux ans après il obtient le commandement d'une colonne de dragons. Mais lors de la Glorieuse Révolution, il porte les armes contre Guillaume d'Orange. Après avoir soutenu la reine Anne en 1692, il devient un de ses favoris après son accession au trône et reçoit le titre de Maître de cavalerie en 1702. Se trouvant négligé par John Churchill, il se rapproche des Torys et réussit à garder la confiance de la reine tandis que sa femme remplace la duchesse de Marlborough au titre de maîtresse de la garde-robe en 1711.
Alors que la reine est sur le point de mourir, Somerset s'arrange avec John Campbell, 2e duc d'Argyll, Charles Talbot et d'autres Whigs, pour pouvoir être présent au Conseil privé, aidant ainsi les Hanovre pour la succession de la reine Anne.
Sous George Ier de Grande-Bretagne, il conserve sa charge de Maître de Cavalerie jusqu'à son renvoi en 1716. Il se retire alors de la vie publique. Il meurt à Petworth le 2 décembre 1748. La première femme du duc était morte en 1722. Il se remarie en 1726 avec Charlotte, fille de Daniel Finch, comte de Winchilsea et Nottingham. 
Le duc était l'un des gouverneurs du Foundling Hospital de Londres.

## Caractère
C'était un bel homme, aimant excessivement prendre part aux cérémonies de la cour. Sa vanité, qui lui vaudra le surnom de fier duc, était connue de ses contemporains et donnait lieu à de nombreuses anecdotes. Le baron Macaulay dira de lui: "un homme dont la fierté de naissance et le rang sont devenus une maladie".

## Mariage et descendance
Le duc Charles et Lady Elizabeth (née Percy) ont eu quatre enfants :
- Algernon Seymour (7e duc de Somerset) (11 novembre 1684 – 7 février 1749), 7e duc de Somerset
- Lady Elizabeth Seymour (1685 – 2 avril 1734),
- Lady Catherine Seymour (1693 – 9 avril 1731),
- Lady Anne Seymour (1709 – 27 novembre 1722).

Le 4 février 1725, il épouse Lady Charlotte Finch (1711–1773), ils auront deux enfants :
- Lady Frances Seymour (18 juillet 1728 – 25 janvier 1761), mariée au marquis de Granby,
- Lady Charlotte Seymour (21 septembre 1730 – 15 février 1805), mariée à Heneage Finch (3e comte d'Aylesford)[1].